# Trek Factory Racing/Saison 2014
Dieser Artikel listet Erfolge und Fahrer des Radsportteams Trek Factory Racing in der Saison 2014 auf.

## Erfolge in der UCI World Tour
| Datum     | Rennen                          | Sieger             |
| --------- | ------------------------------- | ------------------ |
| 6. April  | Flandern-Rundfahrt              | Fabian Cancellara  |
| 29. Mai   | 18. Etappe Giro d’Italia        | Julián Arredondo   |
| 9. August | 7. Etappe Tour de Pologne (EZF) | Kristof Vandewalle |

## Erfolge in der UCI America Tour
| Datum      | Rennen                      | Kat. | Fahrer           |
| ---------- | --------------------------- | ---- | ---------------- |
| 21. Januar | 2. Etappe Tour de San Luis  | 2.1  | Julián Arredondo |
| 22. Januar | 3. Etappe Tour de San Luis  | 2.1  | Giacomo Nizzolo  |
| 25. Januar | 6. Etappe Tour de San Luis  | 2.1  | Julián Arredondo |
| 22. August | 5. Etappe USA Pro Challenge | 2.HC | Laurent Didier   |

## Erfolge in der UCI Asia Tour
| Datum    | Rennen                                      | Kat. | Fahrer         |
| -------- | ------------------------------------------- | ---- | -------------- |
| 27. Juni | Japanische Meisterschaft – Einzelzeitfahren | CN   | Fumiyuki Beppu |

## Erfolge in der UCI Europe Tour
| Datum    | Rennen                                          | Kat. | Fahrer             |
| -------- | ----------------------------------------------- | ---- | ------------------ |
| 8. März  | 1. Etappe Driedaagse van West-Vlaanderen        | 2.1  | Danny van Poppel   |
| 1. Mai   | Belgische Meisterschaft – Einzelzeitfahren      | CN   | Kristof Vandewalle |
| 4. Juni  | Prolog Luxemburg-Rundfahrt                      | 2.HC | Danny van Poppel   |
| 25. Juni | Schweizer Meisterschaft – Einzelzeitfahren      | CN   | Fabian Cancellara  |
| 26. Juni | Luxemburgische Meisterschaft – Einzelzeitfahren | CN   | Laurent Didier     |
| 29. Juni | Luxemburgische Meisterschaft – Straßenrennen    | CN   | Fränk Schleck      |
| 29. Juni | Österreichische Meisterschaft – Straßenrennen   | CN   | Riccardo Zoidl     |
| 10. Juli | 5. Etappe Österreich-Rundfahrt                  | 2.HC | Jesse Sergent      |
| 12. Juli | 7. Etappe Österreich-Rundfahrt (EZF)            | 2.HC | Kristof Vandewalle |
| 27. Juli | 2. Etappe Tour de Wallonie                      | 2.HC | Giacomo Nizzolo    |

## Erfolge in der UCI Oceania Tour
| Datum      | Rennen                                        | Kat. | Sieger          |
| ---------- | --------------------------------------------- | ---- | --------------- |
| 12. Januar | Neuseeländische Meisterschaft – Straßenrennen | CN   | Hayden Roulston |

## Zugänge – Abgänge
| Zugänge            | Team 2013                       | Abgänge            | Team 2014               |
| ------------------ | ------------------------------- | ------------------ | ----------------------- |
| Kristof Vandewalle | Omega Pharma-Quick Step         | Ben Hermans        | BMC Racing Team         |
| Fumiyuki Beppu     | Orica GreenEdge                 | George Bennett     | Cannondale              |
| Boy van Poppel     | Vacansoleil-DCM                 | Ben King           | Garmin Sharp            |
| Danny van Poppel   | Vacansoleil-DCM                 | Christopher Horner | Lampre-Merida           |
| Fabio Felline      | Androni Giocattoli-Venezuela    | Nélson Oliveira    | Lampre-Merida           |
| Jasper Stuyven     | Bontrager Cycling Team          | Tony Gallopin      | Lotto Belisol           |
| Eugenio Alafaci    | Leopard-Trek Continental Team   | Maxime Monfort     | Lotto Belisol           |
| Fábio Silvestre    | Leopard-Trek Continental Team   | Jan Bakelants      | Omega Pharma-Quick Step |
| Riccardo Zoidl     | Gourmetfein Simplon             | Tiago Machado      | Team NetApp-Endura      |
| Julián Arredondo   | Team Nippo-De Rosa              | Andreas Klöden     | Karriereende            |
| Fränk Schleck      | RadioShack Leopard (2013)       | Thomas Rohregger   | Karriereende            |
| Calvin Watson      | Team Food Italia Mg K Vis Norda |                    |                         |

## Mannschaft
| Name                | Geburtsdatum       | Nationalität       |              |
| ------------------- | ------------------ | ------------------ | ------------ |
| Eugenio Alafaci     | 9. August 1990     | Italien            |              |
| Julián Arredondo    | 30. Juli 1988      | Kolumbien          |              |
| Fumiyuki Beppu      | 10. April 1983     | Japan              |              |
| Matthew Busche      | 9. Mai 1985        | Vereinigte Staaten |              |
| Fabian Cancellara   | 18. März 1981      | Schweiz            |              |
| Stijn Devolder      | 29. August 1979    | Belgien            |              |
| Laurent Didier      | 19. Juli 1984      | Luxemburg          |              |
| Fabio Felline       | 29. März 1990      | Italien            |              |
| Danilo Hondo        | 4. Januar 1974     | Deutschland        |              |
| Markel Irízar       | 5. Februar 1980    | Spanien            |              |
| Bob Jungels         | 22. September 1992 | Luxemburg          |              |
| Robert Kišerlovski  | 9. August 1986     | Kroatien           |              |
| Giacomo Nizzolo     | 30. Januar 1989    | Italien            |              |
| Jaroslaw Popowytsch | 4. Januar 1980     | Ukraine            |              |
| Boy van Poppel      | 18. Januar 1988    | Niederlande        |              |
| Danny van Poppel    | 26. Juli 1993      | Niederlande        |              |
| Grégory Rast        | 17. Januar 1980    | Schweiz            |              |
| Hayden Roulston     | 10. Januar 1981    | Neuseeland         |              |
| Andy Schleck        | 10. Juni 1985      | Luxemburg          |              |
| Fränk Schleck       | 15. April 1980     | Luxemburg          |              |
| Jesse Sergent       | 8. Juli 1988       | Neuseeland         |              |
| Fábio Silvestre     | 25. Januar 1990    | Portugal           |              |
| Jasper Stuyven      | 17. April 1992     | Belgien            |              |
| Kristof Vandewalle  | 5. April 1985      | Belgien            |              |
| Jens Voigt          | 17. September 1971 | Deutschland        |              |
| Calvin Watson       | 6. Januar 1993     | Australien         |              |
| Riccardo Zoidl      | 8. April 1988      | Österreich         |              |
| Haimar Zubeldia     | 1. April 1977      | Spanien            |              |
| Stagiaires          | Stagiaires         | Nationalität       | Nationalität |
| Clément Chevrier    | Clément Chevrier   | Frankreich         |              |
| Ryan Eastman        | Ryan Eastman       | Vereinigte Staaten |              |
| Alex Kirsch         | Alex Kirsch        | Luxemburg          |              |